# Lord de Theizé
Vous lisez un « bon article » labellisé en 2016.
Lord de Theizé (14 avril 1999 - 29 août 2016) est un cheval hongre Selle français de saut d'obstacles, médaille d'argent aux Jeux équestres mondiaux de 2010 puis aux Championnats d'Europe de saut d'obstacles 2011, avec Olivier Guillon. Ce cheval au physique atypique, très compliqué en début de carrière, n'était pas pressenti pour devenir un grand champion. Monté à sept ans par Gilles Bertrán de Balanda, il rencontre longtemps des problèmes d'anxiété, de peur, d'équilibre et de galop. Cependant, il est aussi très respectueux des barres et particulièrement rapide. Olivier Guillon le travaille, puis le révèle au plus haut niveau en 2008 et 2009. Lord de Theizé permet à son cavalier d'intégrer l'équipe de France de saut d'obstacles, et décroche de nombreux titres internationaux jusqu'en 2013. Il est mis en semi-retraite en septembre 2014, puis en retraite totale en décembre 2015. Il est euthanasié en raison des suites d'un accident vasculaire cérébral le 29 août 2016.

## Histoire

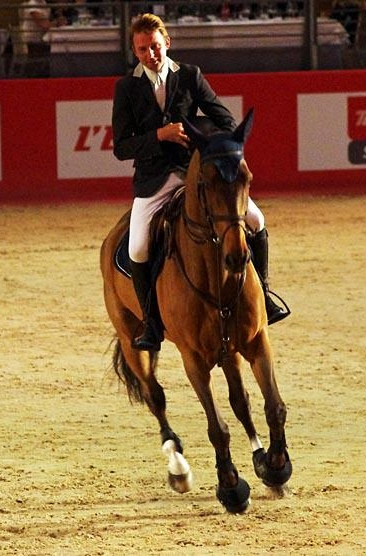
Olivier Guillon montant Lord de Theizé à Équita'Lyon 2010.

Son nom est théoriquement « Lord de Theizé », mais il est souvent nommé « Lord de Theize » ; aussi, les deux noms sont acceptés. Il naît le 14 avril 1999 chez Marie Francillard dans son élevage de Theizé, en France, d'où son nom. Il est repéré comme jeune cheval pendant la Grande semaine de Fontainebleau par Jimmy Jean, qui s'en porte acquéreur.

### Entraînement et premières compétitions
Ce hongre débute sur le cycle classique l'année de ses 5 ans, sous la selle de Bruno Montginoux. Cette même année, en 2004, Édith Mézard, une couturière et brodeuse installée dans le hameau de Lumières sur la commune de Goult, dans le Vaucluse, en fait l'acquisition après l'avoir repéré en concours, sans imaginer que ce cheval puisse devenir un crack. Lord de Theizé reste sa propriété jusqu'à sa mort.
De 6 à 7 ans, il est monté par Jimmy Jean. Fin mai 2005, il fait une crise de coliques et doit être transporté à l'École nationale vétérinaire de Lyon en pleine nuit, ce qui permet de le sauver. Gilles Bertrán de Balanda et sa fille Inès le repèrent pendant l'été 2006, et l'engagent sur ses premiers CSI* et CSI2* (concours de saut international une et deux étoiles). Le hongre est cependant compliqué et rencontre beaucoup de problèmes. Il est anxieux, peureux, se précipite, a un équilibre très bas, un mauvais galop, et se décale à droite. Aussi, Lord de Theizé est confié à Olivier Guillon, qui détecte son potentiel, et le met au travail pour le mener au plus haut niveau. Il travaille notamment sur l'équilibre et les marques. Lord de Theizé débute sur de petites épreuves à 1,25 m et 1,30 m, pour gagner en technique.

### Saisons 2008 à 2011
Lord de Theizé est révélé l'année de ses 9 ans, lorsqu'il remporte une épreuve de vitesse à Cabourg, devant Flipper d'Elle. Il reste malgré tout compliqué à travailler, Olivier Guillon ayant, entre autres, recours à de nombreux enrênements avant de pouvoir le monter en filet simple. Ainsi, il doit régler des problèmes d'embouchure avant le Jumping international de France en 2009. Leur 4e place dans cette compétition les font remarquer par Laurent Élias, le sélectionneur de l'équipe de France. À l'origine, ils étaient prévus comme réservistes pour les Championnats d'Europe de dressage et de saut d'obstacles 2009 à Windsor. C'est la blessure de la jument de Pénélope Leprévost qui a entraîné leur titularisation.
Après deux mois sans sauter, Lord de Theizé et Olivier Guillon remportent le CSI4* de Comporta en mars 2010,.  Ils décrochent une médaille d'argent par équipe aux Jeux équestres mondiaux de 2010, où Lord de Theizé répond bien aux ordres, et terminent à la 14e place en individuel. Ils sont à nouveau médaillés d'argent aux Championnats d'Europe de saut d'obstacles 2011, à Madrid.

### Saisons 2012 à 2014
En janvier 2012, le couple chute au milieu d'un obstacle triple, sans gravité. Ils remportent le Grand Prix de Wiesbaden en mai 2012, sont sélectionnés en équipe de France par Henk Nooren, et participent aux Jeux olympiques d'été de 2012. Seul couple français à accéder à la seconde manche de la finale individuelle, ils font partie des six couples cavaliers-cheval sans-faute à ce moment-là. Ils font neuf points pendant la seconde manche et terminent finalement à la 12e place, soit la meilleure performance française de ces Jeux. En 2013 et 2014, Lord de Theizé sort sur des épreuves plus modestes, remportant le Grand Prix à 1,45 m de Compiègne en septembre 2013, puis le CSI3* de Vichy en juillet 2014. Il signe une contre-performance au CSIO d'Aix-la-Chapelle en 2013, et Olivier Guillon chute pendant le Jumping international de France en mai 2014. Lord de Theizé souffre en effet de maux de dos chroniques, qui compromettent sa carrière.

### Retraite
Lord de Theizé disparaît des pistes de concours à partir de septembre 2014. Olivier Guillon annonce une « pré-retraite » pour le hongre, qu'il conserve en tant que mascotte de son écurie. Il l'arrête progressivement en le travaillant sur le plat, avec des sorties en extérieur. Il le monte régulièrement et le place au pré jusqu'à sa retraite complète, afin que « le moral soit au beau fixe ». Le hongre est d'après lui heureux de pouvoir l'accompagner dans le camion sur les concours où il emmène ses chevaux en activité. Après une dernière sortie au CSI2* de Marnes-la-Coquette en septembre 2015, il est officiellement mis à la retraite en décembre, sur la propriété d'Olivier Guillon à Breuilpont, en Normandie. En août 2016, le hongre est victime d'un accident vasculaire cérébral. Il était malade depuis un mois et demi, et d'après sa propriétaire, « a toujours donné cette impression de ne pas vouloir montrer qu’il ne se sent pas bien ». La décision a été prise en concertation entre la propriétaire, le cavalier et le vétérinaire de l'euthanasier, le 29 août 2016 au soir. Olivier Guillon annonce la mort de son cheval le lendemain matin sur les réseaux sociaux.

## Description

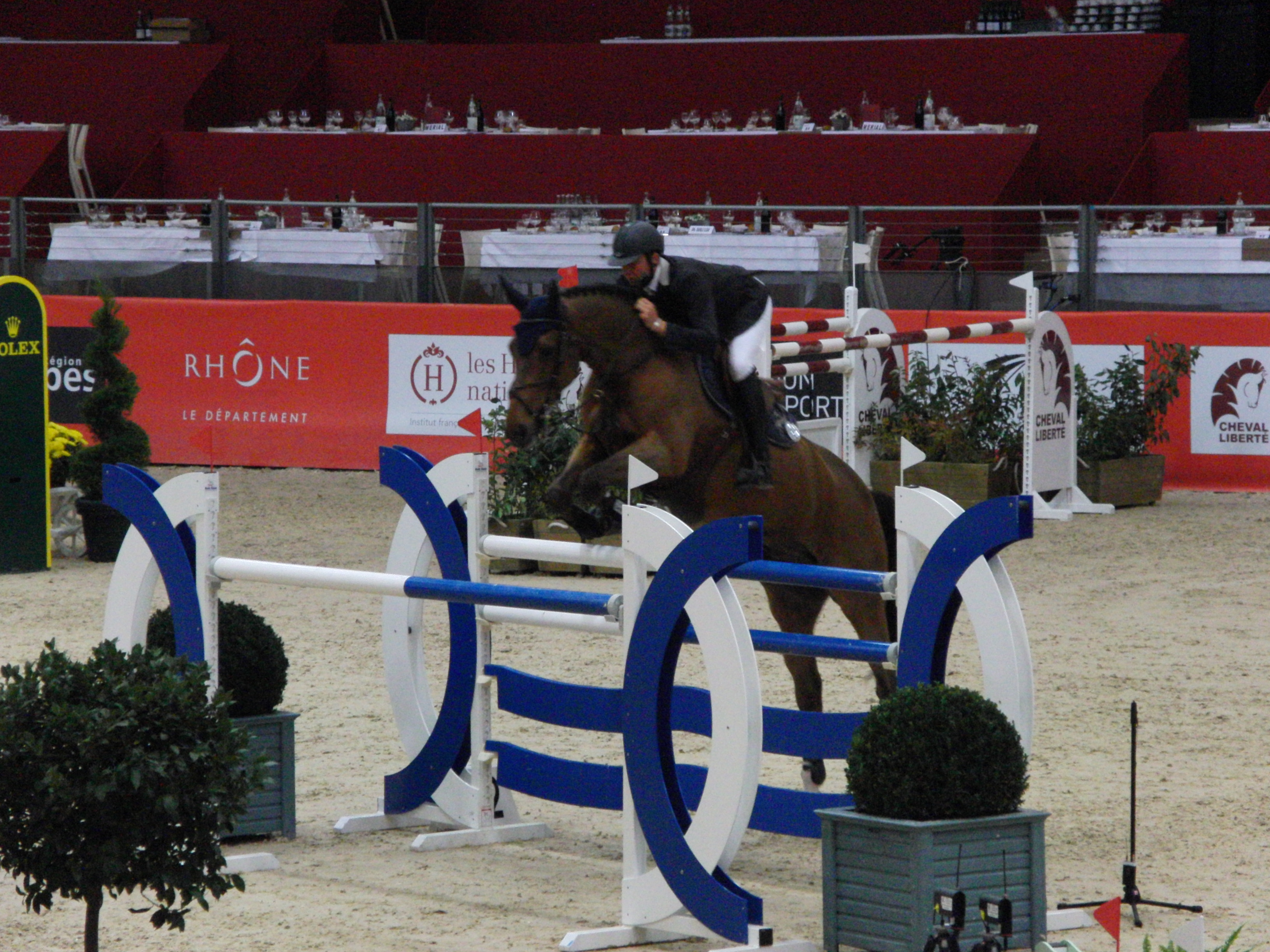
Olivier Guillon montant Lord de Theizé à Équita'Lyon 2010.

C'est un cheval hongre bai haut de 1,67 m, enregistré au stud-book du Selle français. Olivier Guillon le décrit comme un cheval atypique (notamment dans son physique qui n'est pas typé pour le sport), avec beaucoup de caractère et de générosité. Il peut se montrer inquiet, mais le cavalier insiste sur sa très grande gentillesse. À ses débuts, le galop de Lord de Theizé était « particulier, un peu à quatre temps, très saccadé » et très inconfortable. Le hongre est cependant respectueux des barres et particulièrement rapide. Sa propriétaire Édith Mézard évoque sa grande sensibilité, sa gentillesse, et le moral qu'il a conservé malgré diverses interventions vétérinaires pour blessure et maladie. Lord de Theizé a également la particularité d'être apeuré par les chevaux gris sur les paddocks.

## Palmarès

### 2009
- Mai : 4e du Grand Prix CSIO5* du jumping international de France à la Baule à 1,55 m[5].
- Juillet : 4e CSI5* d'Hickstead à 1,60 m[5].
- Octobre : Second du Master pro de Fontainebleau[5].

### 2010
- Mars : Vainqueur du CSI4* Comporta Atlantic Tour[5]
- Mai : 4e du CSIO de Lumen[É 9].
- Juin : 10e du CSI5* Grand Prix de Cannes à 1,60 m[L 1].
- Octobre : Médaille d'argent par équipes aux Jeux équestres mondiaux. 5e en individuel[5].

### 2011
- Juin : 6e du CSI5* Grand Prix de Cannes à 1,60 m[L 2], et 5e du Prix Generali à 1,50 m[L 3].
- Juillet : 7e du CSI5* d'Hickstead à 1,60 m[5].
- Septembre : Vainqueur de la chasse des championnats d'Europe de saut d'obstacles 2011[12] et médaille d'argent par équipes[5].

### 2012
L'année 2012 est celle où le hongre signe ses plus belles performances. Lord de Theizé remporte notamment 97 738 € sur le Global Champions Tour cette année-là.
- Avril : 8e du CSI5* de Doha à 1,50 m[L 5].
- Mai : Vainqueur du CSI5* de Wiesbaden à 1,60 m[L 6].
- Juillet : Vainqueur de la coupe des Nations d'Aix-la-Chapelle[1].
- Août : 12e en individuel aux Jeux olympiques d'été de 2012[5].
- Septembre : 8e du CSIO de Barcelone à 1,60 m[1].
- Octobre : 4e du CSI5* de Rio de Janeiro à 1,60 m[5].

### 2013
- Septembre : Vainqueur du Grand Prix de Compiègne à 1,45 m[GP 2]

### 2014
- Août : Vainqueur du CSI3* de Vichy[GP 2].

## Origines
Lord de Theizé est un Selle français A, ce qui signifie qu'il ne compte pas d'ancêtres non-français dans son pedigree.
| Origines de Lord de Theizé.                               | Origines de Lord de Theizé.                   | Origines de Lord de Theizé. | Origines de Lord de Theizé. |
| --------------------------------------------------------- | --------------------------------------------- | --------------------------- | --------------------------- |
| Père Donald Rouge II 1991 - Selle français Bai, 1,66 m    | Thoas du Theillet 1985 - Selle français       | Narcos II 1979 - 2009 SF    | Fair Play III               |
| Père Donald Rouge II 1991 - Selle français Bai, 1,66 m    | Thoas du Theillet 1985 - Selle français       | Narcos II 1979 - 2009 SF    | Gemini                      |
| Père Donald Rouge II 1991 - Selle français Bai, 1,66 m    | Thoas du Theillet 1985 - Selle français       | Icone 1974 SF               | Night and Day               |
| Père Donald Rouge II 1991 - Selle français Bai, 1,66 m    | Thoas du Theillet 1985 - Selle français       | Icone 1974 SF               | Tanagra G                   |
| Père Donald Rouge II 1991 - Selle français Bai, 1,66 m    | Volga Rouge 1987 - Selle français             | Kouglof II 1976 SF          | Nankin                      |
| Père Donald Rouge II 1991 - Selle français Bai, 1,66 m    | Volga Rouge 1987 - Selle français             | Kouglof II 1976 SF          | Beloukia                    |
| Père Donald Rouge II 1991 - Selle français Bai, 1,66 m    | Volga Rouge 1987 - Selle français             | Ardente B 1966 SF           | Red Star II                 |
| Père Donald Rouge II 1991 - Selle français Bai, 1,66 m    | Volga Rouge 1987 - Selle français             | Ardente B 1966 SF           | Olga                        |
| Mère Elisa de Theizé 1992 - 2004 Selle français Bai foncé | Tolbiac des Halles 1985 - 2001 Selle français | Count Ivor 1975 - 1996 PS   | Sir Ivor                    |
| Mère Elisa de Theizé 1992 - 2004 Selle français Bai foncé | Tolbiac des Halles 1985 - 2001 Selle français | Count Ivor 1975 - 1996 PS   | Her Delight                 |
| Mère Elisa de Theizé 1992 - 2004 Selle français Bai foncé | Tolbiac des Halles 1985 - 2001 Selle français | Hispide 1973 SF             | Beauséjour                  |
| Mère Elisa de Theizé 1992 - 2004 Selle français Bai foncé | Tolbiac des Halles 1985 - 2001 Selle français | Hispide 1973 SF             | Venue du Tot                |
| Mère Elisa de Theizé 1992 - 2004 Selle français Bai foncé | Sandrine V 1984 - 2002 Selle français         | Ivanoé 1974 - 1988 SF       | Amarpour                    |
| Mère Elisa de Theizé 1992 - 2004 Selle français Bai foncé | Sandrine V 1984 - 2002 Selle français         | Ivanoé 1974 - 1988 SF       | Citadelle                   |
| Mère Elisa de Theizé 1992 - 2004 Selle français Bai foncé | Sandrine V 1984 - 2002 Selle français         | Elisene 1970 SF             | Mersebourg                  |
| Mère Elisa de Theizé 1992 - 2004 Selle français Bai foncé | Sandrine V 1984 - 2002 Selle français         | Elisene 1970 SF             | Vitolina                    |

### Site du magazineL'Éperon
1. 1 2 3 4 5 6 7 8  Bernard 2012.
2. ↑  « LA BAULE 2009 - Olivier Guillon et Kevin Staut / Sport / Toutes les vidéos / Media - leperon.fr »(Archive.org • Wikiwix • Archive.is • Google • Que faire ?), 16 août 2010 (consulté le 30 août 2016).
3. ↑  « COMPORTA 2010 - Olivier Guillon »(Archive.org • Wikiwix • Archive.is • Google • Que faire ?), 17 août 2010 (consulté le 30 août 2016).
4. ↑  Béatrice Fletcher, « Podium franco-français à Comporta »(Archive.org • Wikiwix • Archive.is • Google • Que faire ?), 21 mars 2010 (consulté le 30 août 2016).
5. ↑  « LEXINGTON 2010 - Olivier Guillon »(Archive.org • Wikiwix • Archive.is • Google • Que faire ?), 7 octobre 2010 (consulté le 30 août 2016).
6. ↑  Solène Lavenu, « CGT Wiesbaden: Olivier Guillon e(s)t un grand Lord »(Archive.org • Wikiwix • Archive.is • Google • Que faire ?), 26 mai 2012 (consulté le 30 août 2016).
7. ↑  Claire Feltesse, « Olivier Guillon : "j'ai dit à Lord : c'est la journée la plus importante de ta carrière !" / Saut d'obstacles / Sport / Accueil - leperon.fr »(Archive.org • Wikiwix • Archive.is • Google • Que faire ?), 8 août 2012 (consulté le 30 août 2016).
8. 1 2  Mas et Feltesse 2016.
9. ↑  Solène Lavenu, « Olivier Guillon quatrième à Lummen »(Archive.org • Wikiwix • Archive.is • Google • Que faire ?), 23 mai 2010 (consulté le 30 août 2016).

### Site deGrand Prix magazine
1. 1 2 3 4 5 6 7 8 9 10 11  « Lord de Theizé s'en est allé », sur le site du magazine Grand Prix magazine, 30 août 2016 (consulté le 30 août 2016).
2. 1 2 3  Marc Verrier, « CSI de Vichy : Lord de Theizé renoue avec la victoire », sur le site du magazine Grand Prix magazine, 12 juillet 2014 (consulté le 30 août 2016).
3. ↑  Marie de Pellegars-Malhortie, « Lord de Theizé ne fera plus de concours - Olivier Guillon », Grand Prix magazine, 15 décembre 2015 (consulté le 30 août 2016).
4. 1 2  Salim Ejaini, « Nous nous sommes battus, surtout Lord, Edith Mézard », sur GrandPrix-replay.com, 30 août 2016 (consulté le 30 août 2016).
5. 1 2  Salim Ejnaïni, « “Lord était la mascotte des écuries”, Olivier Guillon », sur Grand Prix magazine, 30 août 2016 (consulté le 30 août 2016).

### Site du LonginesGlobal Champions Tour
1. ↑  (en) « CSI 5* - PRIX GENERALI »(Archive.org • Wikiwix • Archive.is • Google • Que faire ?) (consulté le 30 août 2016).
2. ↑  (en) « Grand Prix de Cannes Massa Pneus, 1.60m »(Archive.org • Wikiwix • Archive.is • Google • Que faire ?) (consulté le 30 août 2016).
3. ↑  (en) « Prix Generali, 1.50m »(Archive.org • Wikiwix • Archive.is • Google • Que faire ?) (consulté le 30 août 2016).
4. ↑  (en) « Lord de Theize »(Archive.org • Wikiwix • Archive.is • Google • Que faire ?) (consulté le 30 août 2016).
5. ↑  (en) « Class 2: Doha 2012 CSI5* 1.50m »(Archive.org • Wikiwix • Archive.is • Google • Que faire ?) (consulté le 30 août 2016).
6. ↑  (en) « Class 3: Wiesbaden 2012 CSI5* 1.60m »(Archive.org • Wikiwix • Archive.is • Google • Que faire ?) (consulté le 30 août 2016).

### Autres sources
1. 1 2 3  « Lord de Theizé »(Archive.org • Wikiwix • Archive.is • Google • Que faire ?), sur le site de la Fédération française d'équitation (consulté le 30 août 2016).
2. 1 2 3 4  « Equitation : Olivier Guillon prend soin de Lord de Theizé pour Edith Mézard »(Archive.org • Wikiwix • Archive.is • Google • Que faire ?), sur le site du quotidien régional Paris Normandie/, 22 juillet 2012 (consulté le 30 août 2016).
3. ↑  « Lord de Theizé s'en est allé », sur le site Equidia de la chaîne de télévision du PMU, 30 août 2016 (consulté le 30 août 2016).
4. ↑  (en) « Horse Lord De Theize », sur le site de la Fédération équestre internationale (consulté le 30 août 2016).
5. 1 2 3 4 5 6 7 8 9 10 11 12 13  « Performances de Lord de Theizé », sur le site de la Fédération française d'équitation (consulté le 30 août 2016).
6. ↑  « CSIW Leipzig: Olivier Guillon et lord de Theize vont bien! »(Archive.org • Wikiwix • Archive.is • Google • Que faire ?), sur le site jumpinews.com de la sarl Djumpco, 22 janvier 2012 (consulté le 30 août 2016).
7. ↑  « Equitation : Steve Guerdat champion olympique - Les Jeux Olympiques 2012 », sur Francetv Sport, le portail sportif de France Télévisions/, 8 août 2012 (consulté le 30 août 2016).
8. ↑  (en-GB) Jean-Sébastien Evrard, « France's Olivier Guillon, riding Lord de Theize, falls during the International jumping of France on May 18, 2014 in La Baule-Escoublac, western France », sur la banque d'images Getty Images, 18 mai 2014 (consulté le 30 août 2016).
9. ↑  (en) « Interview : Olivier Guillon "Lord de Theize is always very happy to get in the truck and go" »(Archive.org • Wikiwix • Archive.is • Google • Que faire ?), sur equnews.com, 1er juillet 2015 (consulté le 30 août 2016).
10. ↑  Ombeline Beato, « Lord de Theizé – Retraite sportive annoncée pour le champion », Equidia Life, 17 décembre 2015 (consulté le 30 août 2016).
11. ↑  (it) Barbara Leoni, « Lord de Theizé va in pensione - Cavallo », sur Cavallo magazine, 16 décembre 2016 (consulté le 30 août 2016).
12. 1 2  « Madrid : Guillon 1er, la France en tête », Cheval Magazine, 15 septembre 2011 (consulté le 30 août 2016).
13. ↑  « Pedigree de Lord de Theize », Horsetelex (consulté le 30 août 2016).